# Fuentestrún
Fuentestrún är en kommun i Spanien.   Den ligger i provinsen Provincia de Soria och regionen Kastilien och Leon, i den nordöstra delen av landet, 210 km nordost om huvudstaden Madrid.